# Casa al carrer Major, 17 (Cervera)
La Casa al carrer Major, 17 és una obra de Cervera (Segarra) protegida com a Bé Cultural d'Interès Local.

## Descripció
Edifici plurifamiliar entre mitgeres, consta de planta baixa i tres plantes. L'immoble està definit verticalment per dos eixos d'obertures, la planta baixa presenta una porta estreta d'accés a l'habitatge i una de més ampla que dona accés a un comerç. Aquesta és de llinda plana motllurada amb un entaulament classicista i pilastres acanalades a banda i banda. Les obertures del primer pis, com les del segon, són d'arc rebaixat i estan unides per una balcona, mentre les del segon tenen el seu propi balcó. La separació dels pisos es fa mitjançant una senzilla motllura, que defineix també l'últim nivell que correspon a les golfes, però que aquí es va adaptar com a tercera planta, reconvertint els primitius òculs el·líptics o finestres de petites dimensions en balcons.